# Atletismo nos Jogos Olímpicos de Verão da Juventude de 2010 - 400 m com barreiras masculino
As provas dos 400m com barreiras masculino do atletismo nos Jogos Olímpicos de Verão da Juventude de 2010 foram realizadas nos dias 19 (qualificatória) e 23 de agosto (finais), no Estádio Bishan, em Cingapura. 18 atletas estavam inscritos neste evento.

## Medalhistas
| Ouro   | CUB Norge Sotomayor Lara |
| Prata  | IND Kumar Durgesh        |
| Bronze | KEN William Mutunga      |

## Eliminatórias

### Eliminatória 1
| Pos. | Raia | Nome            | País               | Tempo | Notas      | Final |
| ---- | ---- | --------------- | ------------------ | ----- | ---------- | ----- |
| 1    | 3    | Oskari Mörö     | FIN Finlândia      | 52.70 |            | A     |
| 2    | 4    | Ali Al-Ghamdi   | KSA Arábia Saudita | 52.89 |            | A     |
| 3    | 7    | William Mutunga | KEN Quênia         | 53.08 |            | A     |
| 4    | 6    | Schalk Burger   | RSA África do Sul  | 53.22 |            | B     |
| 5    | 5    | Gerald Drummond | CRC Costa Rica     | 54.51 |            | B     |
|      | 2    | Yousef Karam    | KUW Kuwait         |       | Não largou | C     |

### Eliminatória 2
| Pos. | Raia | Nome            | País          | Tempo | Notas | Final |
| ---- | ---- | --------------- | ------------- | ----- | ----- | ----- |
| 1    | 2    | Kumar Durgesh   | IND Índia     | 52.20 |       | A     |
| 2    | 5    | Felix Franz     | GER Alemanha  | 52.95 |       | A     |
| 3    | 3    | Raheen Williams | AUS Austrália | 53.11 |       | A     |
| 4    | 7    | Ali Mohamed     | SUD Sudão     | 54.38 |       | B     |
| 5    | 6    | Genki Naruse    | JPN Japão     | 54.71 |       | C     |
| 6    | 4    | Sofiane Amour   | ALG Argélia   | 54.79 |       | C     |

### Eliminatória 3
| Pos. | Raia | Nome                 | País               | Tempo | Notas           | Final |
| ---- | ---- | -------------------- | ------------------ | ----- | --------------- | ----- |
| 1    | 3    | Norge Sotomayor Lara | CUB Cuba           | 51.74 |                 | A     |
| 2    | 5    | Enrique González     | ESP Espanha        | 53.14 |                 | A     |
| 3    | 2    | Tramaine Maloney     | BAR Barbados       | 53.86 |                 | B     |
| 4    | 6    | Stephen Newbold      | BAH Bahamas        | 54.40 |                 | B     |
| 5    | 7    | Mohammed Al-Omaisi   | YEM Iêmen          | 55.91 |                 | C     |
| 6    | 4    | Gregory Coleman      | USA Estados Unidos |       | Desclassificado | C     |

## Finais

### Final C
| Pos. | Raia | Nome               | País               | Tempo   | Notas           |
| ---- | ---- | ------------------ | ------------------ | ------- | --------------- |
| 1    | 9    | Genki Naruse       | JPN Japão          | 52.86   |                 |
| 2    | 5    | Sofiane Amour      | ALG Argélia        | 54.47   |                 |
| 3    | 4    | Mohammed Al-Omaisi | YEM Iêmen          | 1:11.66 |                 |
|      | 2    | Yousef Karam       | KUW Kuwait         |         | Desclassificado |
|      | 3    | Gregory Coleman    | USA Estados Unidos |         | Desclassificado |

### Final B
| Pos. | Raia | Nome             | País              | Tempo | Notas |
| ---- | ---- | ---------------- | ----------------- | ----- | ----- |
| 1    | 5    | Schalk Burger    | RSA África do Sul | 52.39 |       |
| 2    | 6    | Tramaine Maloney | BAR Barbados      | 53.20 |       |
| 3    | 3    | Stephen Newbold  | BAH Bahamas       | 53.20 |       |
| 4    | 4    | Ali Mohamed      | SUD Sudão         | 54.57 |       |
| 5    | 1    | Gerald Drummond  | CRC Costa Rica    | 54.83 |       |

### Final A
| Pos.              | Raia | Nome                 | País               | Tempo | Notas           |
| ----------------- | ---- | -------------------- | ------------------ | ----- | --------------- |
| Medalha de ouro   | 5    | Norge Sotomayor Lara | CUB Cuba           | 50.69 |                 |
| Medalha de prata  | 4    | Kumar Durgesh        | IND Índia          | 50.81 |                 |
| Medalha de bronze | 7    | William Mutunga      | KEN Quênia         | 51.23 |                 |
| 4                 | 8    | Felix Franz          | GER Alemanha       | 51.60 |                 |
| 5                 | 2    | Enrique González     | ESP Espanha        | 52.35 |                 |
| 6                 | 1    | Raheen Williams      | AUS Austrália      | 52.38 |                 |
|                   | 6    | Oskari Mörö          | FIN Finlândia      |       | Desclassificado |
|                   | 3    | Ali Al-Ghamdi        | KSA Arábia Saudita |       | Não largou      |